# Formica fusca
Formica fusca је обични црни мрав који је типчан за Европу. То је палеарктички мрав са ареалом распрострањења од Португала до западног Јапана на истоку, и од Италије на југу до Финоскандије на северу. Настањују и подручја Африке и Азије.
Гнезда ове врсте могу се наћи у иструлелим пањевима или испод камења на ободима шума. Гнезда су обично мала и састоје се од 500 до 2000 радника. Радници су велики, дуги око 8 до 10 милиметара.
Научници су открили да радници ове врсте имају велику резистенцију на патогене и сматрају да је то због антибиотских својстава формицидне киселине.. Најновија истраживања открила су појаву непотизма код ове врсте, што до сада није потврђено експериментима на другим врстама.